# Ђардини-Наксос
Ђардини-Наксос, у свакодневном говору само Ђардини (итал. Giardini Naxos) град је у јужној Италији. То је градић у оквиру округа Месина у оквиру италијанске покрајине Сицилија.
Ђардини-Наксос уз суседну Таормину је последњих деценија израстао у познато туристичко летовалиште на Сицилији, познато пре свега по лепим плажама.

## Природне одлике
Град Ђардини-Наксос налази се у јужном делу Италије, на 250 км источно од Палерма, а 45 км југозападно од Месине. Град је смештен на источној обали Сицилије, тј. на јужној обали Јонског мора. Изнад града се уздижу планине Пелоритани, а мало ка југу и чувена Етна.

## Становништво
| 1931. | 1936. | 1951. | 1961. | 1971. | 1981. | 1991. | 2001. | 2011. |
| ----- | ----- | ----- | ----- | ----- | ----- | ----- | ----- | ----- |
| 5.131 | 5.204 | 5.850 | 5.726 | 6.425 | 8.130 | 8.640 | 9.152 | 9.268 |

Ђардини-Наксос данас има око 10.000 становника, махом Италијана. Пре пола века град је троструко мање становника него сада. Последњих деценија број становника у граду расте.

## Галерија
- Поглед на градић са мора
- Плажа у Ђардинију у сумрак
- Насељска железничка станица
- Поглед на Таормину из Ђардинија